# Datascope
Компания Datascope (Датаскоп) — с 1964 года производитель медицинского оборудования. В январе 2009 года компания была поглощена концерном Getinge AB и включена во входящую в концерн компанию MAQUET.
Продукция компании Datascope позволила ей стать мировым лидером в производстве оборудования для внутриаортальной баллонной контрпульсации, а также производить медицинское оборудование для других областей медицины, в том числе сердечно-сосудистой хирургии и реанимации. 
Штаб-квартиры компании располагается в пригороде Нью-Йорка (Montvale), США.
Продажи в 2008 году составили $230.9 млн, число сотрудников — 765 человек.

## Внешние ссылки
- Официальный сайт компании Архивная копия от 9 марта 2021 на Wayback Machine (англ.)